# LPGA Tour 1986
Navigation
Édition précédente Édition suivante
Le LPGA Tour 1986 est la trentième-septième édition du Ladies Professional Golf Association Tour (LPGA), circuit professionnel féminin de golf, qui se déroule du 23 janvier 1986 au 9 novembre 1986. Axé sur les États-Unis, la LPGA a entrepris la tenue de tournois hors du continent américain ces dernières saisons, ainsi cette saison voit des tournois programmés au Canada et au Japon. Cette trentième-septième édition de ce circuit permet de proposer un certain nombre de tournois professionnels destinés aux femmes en dehors des compétitions amateurs. La volonté de la professionnalisation des golfeuses leur permet désormais de gagner de l'argent en jouant au golf.
Cette saison comporte trente-trois tournois, soit deux de moins qu'en 1985, auxquels sont insérées des dotations financières en fonction du résultat de la golfeuse. Quatre de ces tournois sont considérés comme « tournoi majeur » - le Nabisco Dinah Shore, le Championnat de la LPGA, l'Open américain et le Classic du Maurier - et sont considérés comme les plus prestigieux et difficiles à remporter.
L'Américaine Pat Bradley est désignée « Joueuse de l'année de la LPGA » (« Player of the Year ») pour la première fois de sa carrière et gagne le classement des gains remporté avec des gains records de 492 021 $ en remportant cinq victoires dont trois tournois majeurs : le Nabisco Dinah Shore, le Championnat de la LPGA et le Classic du Maurier. Les quatrième tournoi majeur, l'Open américain,  est remporté par Jane Geddes. Enfin, le « Trophée Vare » récompensant la golfeuse ayant la moyenne de score la plus basse de la saison est également remporté par Pat Bradley pour la première fois de sa carrière.

## Histoire
Pour l'organisation de cette trentième-septième édition, la majorité des tournois se disputent aux États-Unis mais quatre tournois sont programmés hors des États-Unis. Comme la saison précédente, la LPGA décide d'organiser des tournois hors des frontières des États-Unis avec la tenue de tournois programmés au Canada et au Japon. La majorité des joueuses sont des golfeuses principalement américaines professionnelles et amateures mais la LPGA intègre quelques années des golfeuses étrangères. Le calendrier fait débuter la saison par le Classic de Mazda den Floride remporté par Val Skinner. Au cours de cette saison, bien que la majorité des tournois ont été remportés par des golfeuses américaines professionnelles, de nombreuses golfeuses non-américaines remportent des tournois : la Japonaise Ayako Okamoto, l'Australienne Penny Pulz et la Taïwanaise Ai-Yu Tu.
L'Américaine Pat Bradley est désignée « Joueuse de l'année de la LPGA » (« Player of the Year ») pour la première fois de sa carrière et gagne le classement des gains remporté avec des gains records de 492 021 $ en remportant cinq victoires dont trois tournois majeurs : le Nabisco Dinah Shore, le Championnat de la LPGA et le Classic du Maurier. Les quatrième tournoi majeur, l'Open américain,  est remporté par Jane Geddes.

## Participantes à la saison LPGA 1986
Les participantes ont deux statuts. Certaines sont devenues professionnelles mais de nombreuses amateures prennent également part aux tournois sans toutefois pouvoir recevoir le montant des gains en raison de leur statut.
| Participantes    | Participantes    | Participantes         | Participantes    | Participantes       |
| Professionnelles | Professionnelles | Professionnelles      | Professionnelles | Professionnelles    |
| ---------------- | ---------------- | --------------------- | ---------------- | ------------------- |
| Amy Alcott       | Sharon Barrett   | Laura Baugh           | Myra Blackwelder | Jerilyn Britz       |
| Pat Bradley      | Donna Caponi     | JoAnne Carner         | Connie Chillemi  | Janet Coles         |
| Beth Daniel      | Judy Dickinson   | Lori Garbacz          | Jane Geddes      | Penny Hammel        |
| Cindy Hill       | Lauren Howe      | Juli Inkster          | Christa Johnson  | Betsy King          |
| Cathy Kratzert   | Sally Little     | Nancy Lopez           | Cindy Mackey     | Debbie Massey       |
| Cathy Morse      | Ayako Okamoto    | Sandra Palmer         | Becky Pearson    | Penny Pulz          |
| Deb Richard      | Laurie Rinker    | Patti Rizzo           | Jody Rosenthal   | Barb Scherbak       |
| Patty Sheehan    | Val Skinner      | Muffin Spencer-Devlin | Hollis Stacy     | Jan Stephenson      |
| Barb Thomas      | Ai-Yu Tu         | Colleen Walker        | Jo Ann Washam    | Mary Beth Zimmerman |

## Classements saison 1986

### Tableau des gains («Money list»)
Le tableau ci-dessous est le classement des golfeuses par gains obtenus sur cette saison 1986. Le classement par gains est remporté par Pat Bradley avec 492 021 $ remportés.
| Cla. | Golfeuses           | Gains     | Victoires |
| ---- | ------------------- | --------- | --------- |
| 1    | Pat Bradley         | 492 021 $ |           |
| 2    | Betsy King          | 290 195 $ |           |
| 3    | Juli Inkster        | 285 293 $ |           |
| 4    | Amy Alcott          | 244 210 $ |           |
| 5    | Jane Geddes         | 221 255 $ |           |
| 6    | Mary Beth Zimmerman | 221 072 $ |           |
| 7    | Patty Sheehan       | 214 281 $ |           |
| 8    | Christa Johnson     | 200 648 $ |           |
| 9    | Ayako Okamoto       | 198 362 $ |           |
| 10   | Judy Clark          | 195 834 $ |           |
| 11   | Val Skinner         | 165 243 $ |           |
| 12   | Jan Stephenson      | 165 238 $ |           |
| 13   | Becky Pearson       | 155 244 $ |           |
| 14   | Sandra Palmer       | 148 422 $ |           |
| 15   | Debbie Massey       | 122 495 $ |           |

### Trophée Vare («Vare Trophy»)
Le tableau ci-dessous est le classement des golfeuses par scores les plus bas sur cette saison 1986.
| Cla. | Golfeuses   | Moyenne |
| ---- | ----------- | ------- |
| 1    | Pat Bradley |         |